# Somkeréki állomás
Somkeréki állomás, Somkeréki vasútitelep (románul: Șintereag-Gară) falu Romániában, Erdélyben, Beszterce-Naszód megyében.

## Fekvése
Somkerék mellett fekvő település.

## Története
Somkeréki állomás korábban Somkerék része volt, 1956 körül vált külön 110 lakossal.
1966-ban 156 lakosából 98 román, 20 magyar, 38 cigány, 37 ukrán volt. 1977-ben 129 lakosából 83 román, 11 magyar és 35 ukrán volt. 1992-ben 144 lakosa volt, ebből 92 román, 13 magyar, 27 cigány és 12 ukrán, a 2002-es népszámláláskor pedig 129 lakosából 90 román, 13 magyar, 12 cigány és 14 ukrán volt.